# Starfire Optical Range

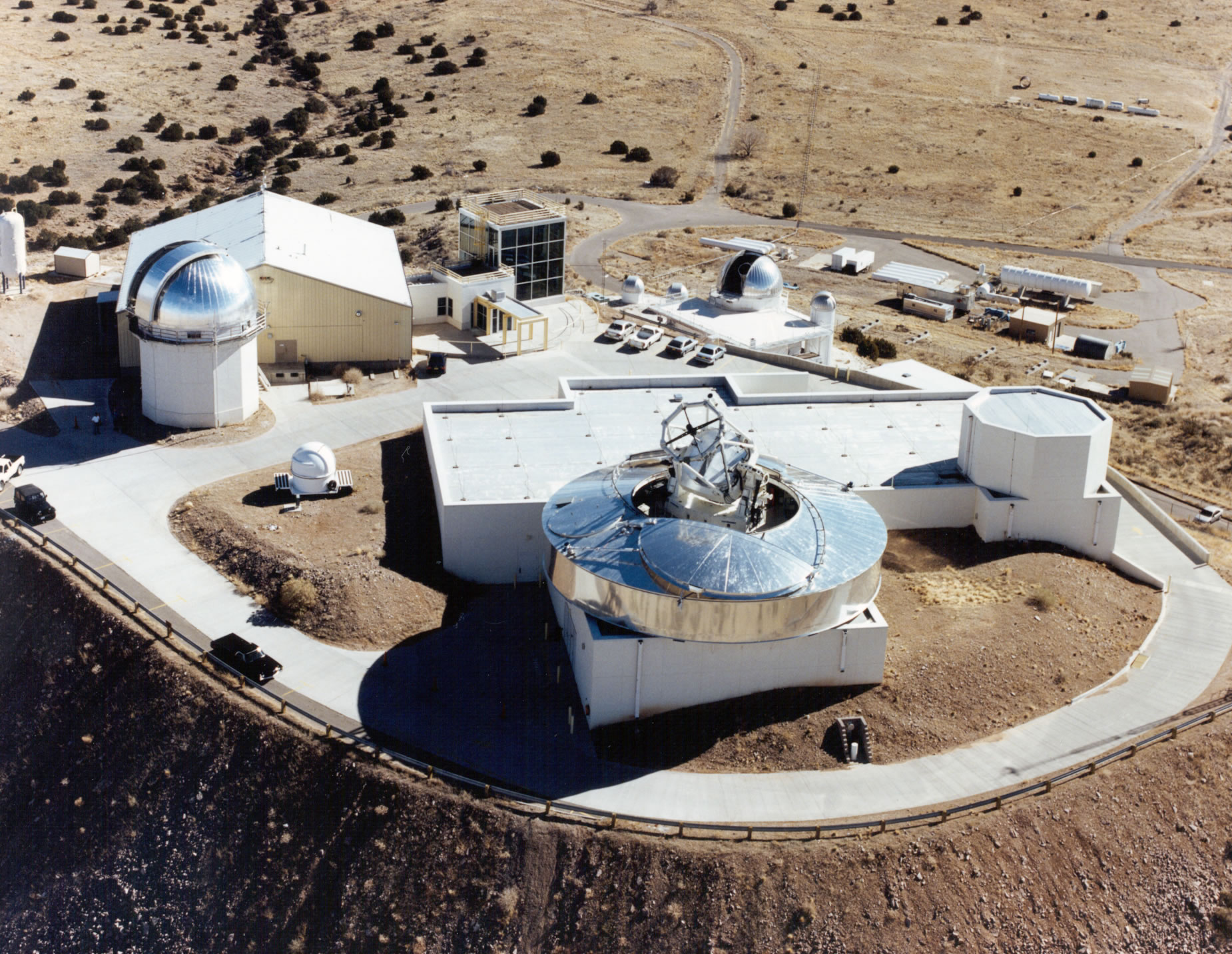
Starfire Optical Range, вид с вертолёта

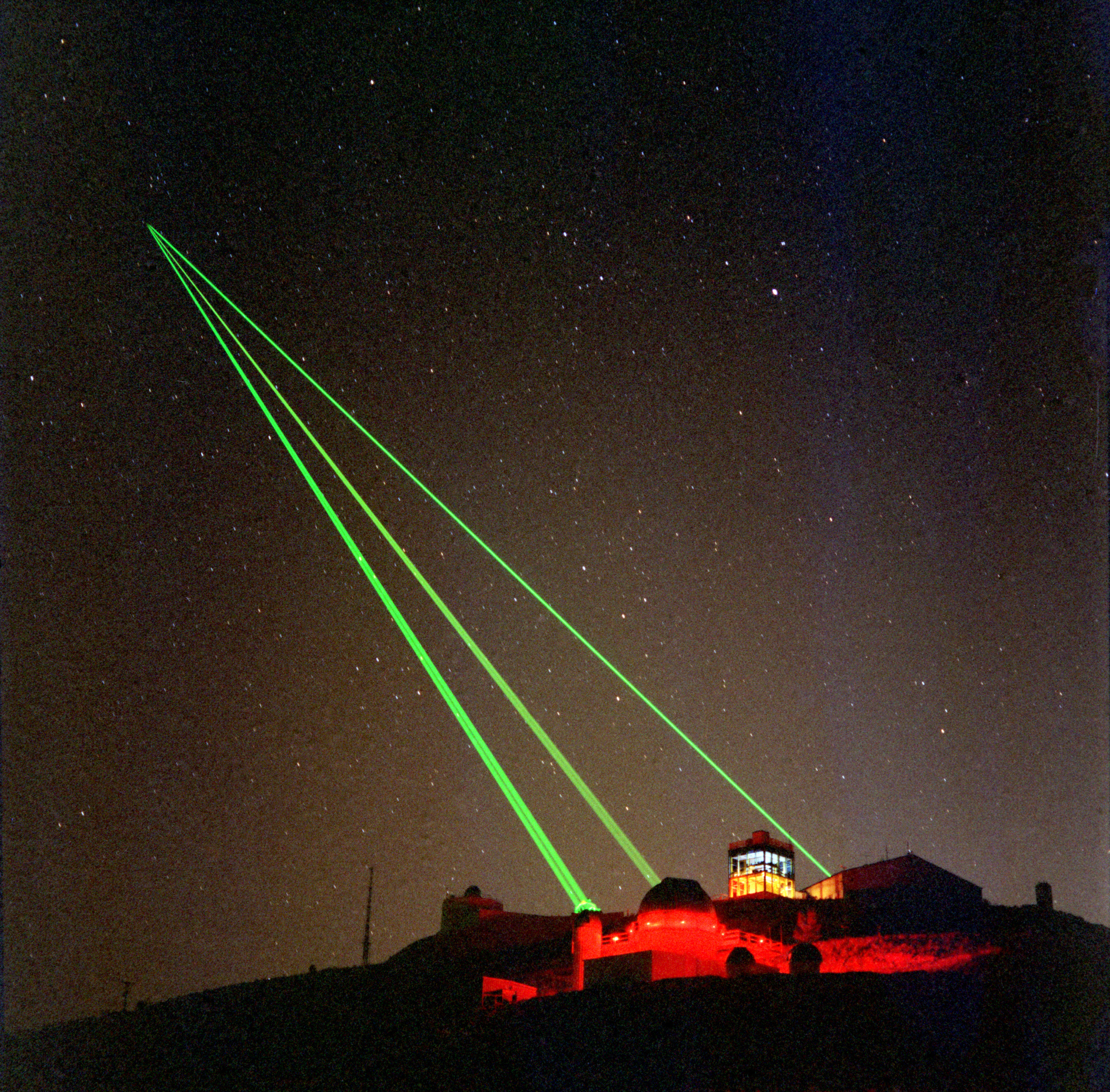
Три зеленых лазера излучают в одну точку в небе из SOR

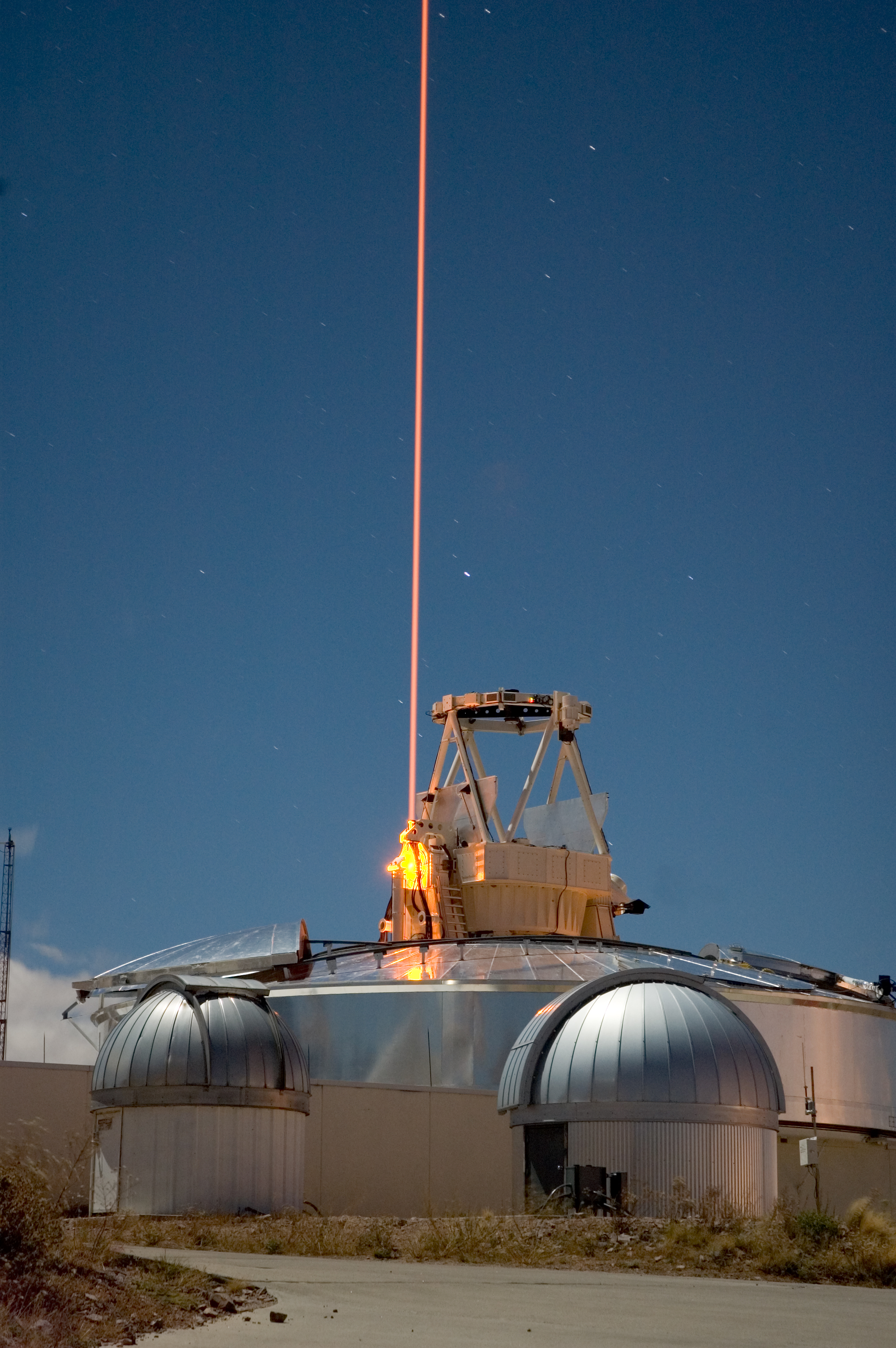
FASOR, применяемый Starfire Optical Range для LIDAR, в эксперименте создания искусственных опорных звёзд

Starfire Optical Range (SOR, с англ. — «Оптический диапазон Звездного огня») — исследовательская лаборатория ВВС США на базе ВВС Киртланд в Альбукерке, штат Нью-Мексико. 
Является подразделением Управления направленной энергии Исследовательской лаборатории ВВС США. 

Её основное назначение заключается, согласно официальному сайту, в «разработке и демонстрации технологий управления оптическим волновым фронтом». 
Целями SOR является проведение исследований по использованию адаптивной оптики для устранения эффектов мерцания (атмосферной турбулентности) — атмосферная турбулентность мешает целостности лазерного луча на больших расстояниях — лазеры используются для широкополосной связи на большие расстояния и точность лазерного соединения «воздух-воздух» важна для целостности данных; также, подобная сцинтилляция является проблемой при разработке боевых лазеров, таких как бортовой лазер, разрабатываемый для перехвата межконтинентальных баллистических ракет.
Комплекс расположен на вершине холма на высоте 1900 метров над уровнем моря и представляет собой охраняемую территорию. 
Оптическое оборудование SOR включает в себя 3,5-метровый телескоп, который, по словам ВВС, является «одним из крупнейших телескопов в мире, оснащенных адаптивной оптикой, предназначенной для отслеживания спутников», 1,5-метровый телескоп и 1-метровый направитель (директор) луча, также 40-см SAM (Starﬁre Atmospheric Monitor).
Лаборатория создана в 19?? г. 

К концу 70-х комплекс SOR находился в заброшенном состоянии. С началом работ по СОИ произошло возрождение учреждения. 

В 1982 году DARPA профинансировала исследование в SOR одного из механизмов создания искусственных опорных звёзд (основанного на релеевском рассеянии), используемых для коррекции искажений волнового фронта, обусловленных турбулентностью. В ходе этих исследований выяснялось, можно ли использовать обратное релеевское рассеяние лазерного луча, сфокусированного на высоте 5 километров, для точного измерения степени искажения волнового фронта лазера. Для исследований  применялся находящийся в свободной продаже Nd:YAG-лазер удвоенной частоты, удовлетворяющий необходимым требованиям по качеству производимого светового пучка и настроеный на линию натрия D2a, он использовался для возбуждения атомов натрия в верхних слоях атмосферы.
Результаты этих исследований были получены группой учёных под руководством Р. Фьюгейта в декабре 1983 года. Они показали, что опорные звёзды, получаемые таким образом, можно использовать при измерении искажений волнового фронта, обусловленных атмосферной турбулентностью. Несмотря на это, не было представлено методов исправления этих искажений; только в 1989 году, после применения SOR 1,5-метрового телескопа, было успешно применена система адаптивной оптики, позволившая их скорректировать. 
Этот 1,5-метровый телескоп заменил 60-сантиметровое зеркало с 40-сантиметровыми дополнительным зеркалом, которые использовались для всех предыдущих экспериментов; разработка и строительство телескопа заняли два года и в мае 1987 года он был доставлен в SOR.
Далее последовали новые эксперименты: первая успешная их серия, объединённая общим названием Generation I (или Gen I), продолжалась около года с июня 1989 по май 1990 года; следующая серия экспериментов, Generation II, проводилась с февраля по май 1992 года. Обе серии экспериментов продемонстрировали, что системы адаптивной оптики способны непрерывно корректировать искажения, вызванные турбулентностью, при помощи использования метода опорной звезды. Вторая серия экспериментов проводилась уже после расформирования Лаборатории вооружений, под руководством лаборатории Филлипса.

Мы обладаем уникальным набором возможностей, и оборудованием, которого просто не существует в других местах, и возможностью изучить, какие существуют проблемы и как мы можем помочь решить эти проблемы.Оригинальный текст (англ.)We have a unique set of capabilities and equipment, that just doesn’t exist at other places, and opportunities to look into what kind of problems exist and how we can help solve those problems.
— Роберт Фьюгейт
С 1991 года проводились эксперименты по передаче мощности с орбиты при помощи лазерного луча (Laser power beaming to satellites), в рамках исследований космической энергетики.
3,5-метровый телескоп дал первый свет 10 февраля 1994 года, когда он сделал первое изображение космического объекта.
Согласно статье, опубликованной 3 мая 2006 г. в «Нью-Йорк таймс», в лаборатории проводятся исследования того, как использовать наземные лазеры для вывода из строя спутников (см. противоспутниковое оружие).